# Krusty's Fun House
Krusty's Fun House è un videogioco basato sulla serie televisiva animata I Simpson. Originariamente intitolato Rat-Trap, il videogioco è stato progettato da Fox Williams per la software house britannica Audiogenic, licenziataria della Acclaim Entertainment.
Il videogioco è stato pubblicato fra il 1992 e il 1993 per Amiga, NES, IBM PC, Sega Master System, Game Boy, Super NES e Mega Drive/Genesis. Acclaim pubblicò le versioni per consolle, e cedette la licenza per la versione per PC alla Virgin Games. La versione a 16 bit per Super NES e Mega Drive si chiama Krusty's Super Fun House.